# Libro Rojo de los Lepidópteros Ibéricos
La Revisión del libro rojo de los lepidópteros ibéricos  es una obra que trata las especies de lepidópteros que se hallan amenazados en la península ibérica.

## Resumen

Categorías otorgadas por la actual versión de la Lista Roja elaborada por la UICN, seguidas en el libro rojo de los lepidópteros ibéricos.

Sus objetivos son la intención de estimular la actividad de los muchos lepidoterólogos españoles. En el libro se seleccionaron 50 especies de ropalóceros y heteróceros, esta información se encuentra en forma de ficha de cada especie; cada ficha presenta información sobre el estado de conservación, siguiendo los criterios y categorías de la UICN (Unión Internacional para la Conservación de la Naturaleza), además de proporcionar datos sobre la morfología, distribución geográfica e historia natural de cada una de las especies, catalogándolas en las cinco categorías siguientes:
- EN En peligro de extinción (Hojas Rojas).
- VU Vulnerables (Hojas Ámbar).
- Raras (Hojas Blancas).
- Migradoras (Hojas Azules).

## Lista de especies

### En peligro de extinción
- Borbo zelleri, (Lederer).[2]
- Iolana iola, (Ochsenheimer).
- Plebicula golgus, (Hübner).
- Erebia alberganus, (Prunner).
- Zerynthia rumina, (Linnaeus). Dos subespecies.
- Epimosophantia schawerdae,(Zerny).
- Zygaena ignifera, (Korb).
- Rhagades predotae, (Naufock).

### Vulnerables
- Cupido lorquinii, (Herrich-Schaffer).
- Agrodiaetus violetae, Gómez-Bustillo et al..
- Danaus plexippus, (Linnaeus).
- Danaus chrysippus, (Linnaeus).
- Colotis evagore, Klug.
- Coscinia romeii, Sagarra.

### Raras
- Pyrgus andromedae, (Wallengren).
- Pyrgus sidae, (Esper).
- Pyrgus cacaliae, (Rambur).
- Carterocephalus palaemon, (Pallas).
- Lycaena helle, (Denis y Schiffermuller).
- Phengaris arion, (Bergstrasser).
- Kretania pylaon, (Fischer-Waldheim).
- Agrodiaetus ainsae, Forster.
- Pseudoaricia nicias, (Meigen).
- Satyrus bryce, (Hübner).
- Lopinga achine, (Scopoli).
- Erebia epistygne, (Hübner).
- Vanessa (Cynthia) virginensis, (Drury).
- Proclossiana eunomia, (Esper).
- Pieris ergane, (Hübner).
- Zygaena nevadensis, Rambur.
- Zygaena carniolica, (Scopoli).
- Endromis versicolora, (Linnaeus).

### Endemismos
- Generalmente a nivel subespecífico.
- Pyrgus cynarae, (Boisduval).
- Agriades glandon, (Prunner).
- Aricia morronensis, (Ribbe).
- Pseudochazara hippolyte, (Esper).
- Parnassius apollo, (Linnaeus).
- Parnassius mneinosyne, (Linnaeus).
- Ocnogyna zoraida, (Graslin).
- Ocnogyna latreillei, (Godart).
- Hyphoraia dejeani, (Godart).
- Graellsia isabelae, (Graells).

### Migradores
- Daphnis nerii, (Linnaeus).
- Hippotion osiris, (Dalman).